# كريستيان فروليش
كريستيان فروليش (بالألمانية: Christian Fröhlich)‏ هو لاعب كرة قدم ألماني، ولد في 27 أكتوبر 1977 في درسدن في ألمانيا. شارك مع منتخب ألمانيا تحت 21 سنة لكرة القدم. أما مع النوادي، فقد لعب مع دينامو دريسدن وكارل زايس يينا وكيكرز أوفنباخ وكيمنتزر وميونخ 1860 ونادي سانت باولي.

## وصلات خارجية
- الموقع الرسمي
- كريستيان فروليش على موقع قاعدة بيانات كرة القدم.إي يو (الإنجليزية)
- كريستيان فروليش على موقع بيانات كرة القدم. دي إي (الألمانية)
- كريستيان فروليش على موقع عالم كرة القدم.نت (الإنجليزية)